# شهرستان رابون (جورجیا)
شهرستان رابون (به انگلیسی: Rabun County) یک شهرستان در ایالات متحده آمریکا است که در جورجیا واقع شده‌است. این شهرستان ۹۷۶٫۴۳ کیلومتر مربع مساحت دارد.